# 阿尔福伊尔
阿尔福伊尔，是西班牙巴伦西亚自治区巴伦西亚省的一个市镇。总面积6平方公里，总人口357人（2001年），人口密度60人/平方公里。